# Martin Huss (Musiker)

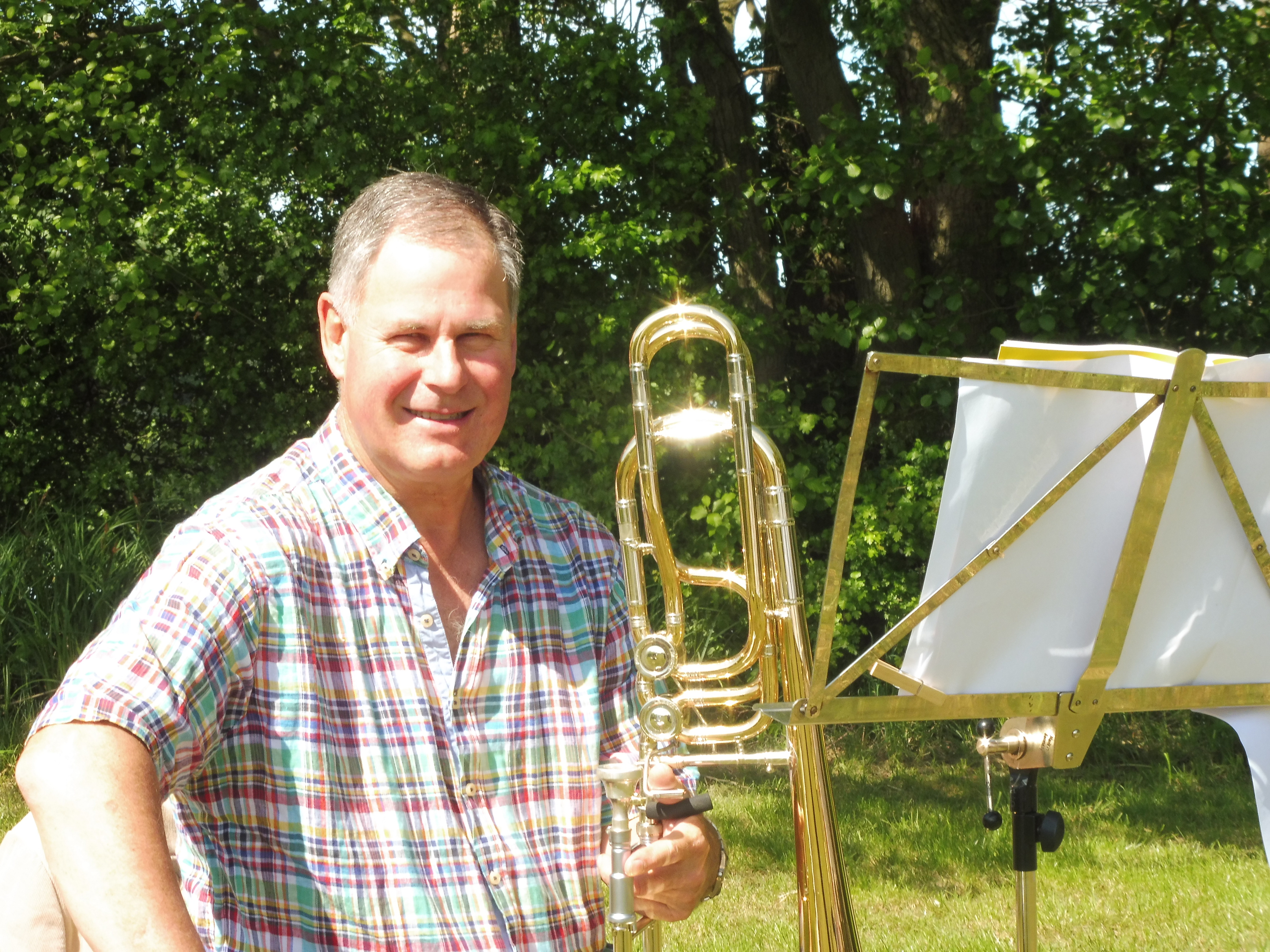
Martin Huss (2020)

Martin Huss oder Martin Huß (* 7. Oktober 1960 in Buenos Aires) ist ein Posaunist mit argentinischem und deutschem Pass; den ungarischen hat er 2021 zurückgegeben. Er ist Landesposaunenwart in Mecklenburg-Vorpommern.

## Leben
Huss' Eltern sind die ungarische Lehrerin Ilonka Dindoffer und der deutsche Künstler Hermann Ernst Georg Gustav Huss. Sie hatten 1938 in Újpest (Budapest) geheiratet.
Huss wuchs in Banfield (Argentinien) auf und besuchte eine deutschsprachige Grundschule und ein spanischsprachiges Gymnasium. Als Amateurgeiger kam er 1977 erstmals mit Bläsermusik in Berührung. In seiner Kirchengemeinde gab es einen kleinen Posaunenchor, den er ehrenamtlich übernahm. Im Studium zum Agraringenieur betreute er am Río de la Plata 14 Bläsergruppen. Schon 1980 wurde er mit 20 Jahren ehrenamtlicher Beauftragter für die Bläserarbeit der Deutschen Evangelischen Kirche am La Plata. Diese Aufgabe nahm er bis 1998 wahr. Nachdem er das Agrarstudium 1989 erfolgreich abgeschlossen hatte, machte er zur Zeit der Wende und friedlichen Revolution in der DDR eine Konzertreise durch Deutschland. Dabei wurde ihm ein Stipendium für ein Studium an der Hochschule für Kirchenmusik der Evangelischen Kirche von Westfalen angeboten. Während des zweijährigen Studiums in Herford (1990–1992) lernte er seine spätere Frau Claudia kennen. Nachdem er die Prüfung in Bläserchorleitung abgelegt hatte, kehrte er mit ihr nach Argentinien zurück; denn nach dem Vertrag zwischen der Evangelischen Kirche von Westfalen und der Evangelischen Kirche am La Plata konnte er eine Anstellung in Argentinien erwarten, die aber scheiterte. 1999 wurde er schließlich zum Landesposaunenwart gewählt und durch den Oberkirchenrat der Evangelisch-Lutherischen Landeskirche Mecklenburgs in dieses Amt berufen. Mit seiner Frau, der Tochter und dem Sohn  zog er nach Barkow (Barkhagen). Die zweite Tochter kam in Crivitz zur Welt. Er gründete 1999 den Mecklenburger Bläserkreis, 2000 den Jungen Mecklenburger Bläserkreis und 2001 die „UHUs“ (Unterhundertjährigen). Im Bläserkreis musizieren zurzeit 20 Bläser und Chorleiter. Sein Repertoire reicht von Johann Sebastian Bach über Blues, Swing und Gospel zu lateinamerikanischer Musik. Huss organisierte für diese Formation Konzertreisen nach Polen, den Niederlanden, Griechenland, Ungarn und Argentinien.

## Wirken

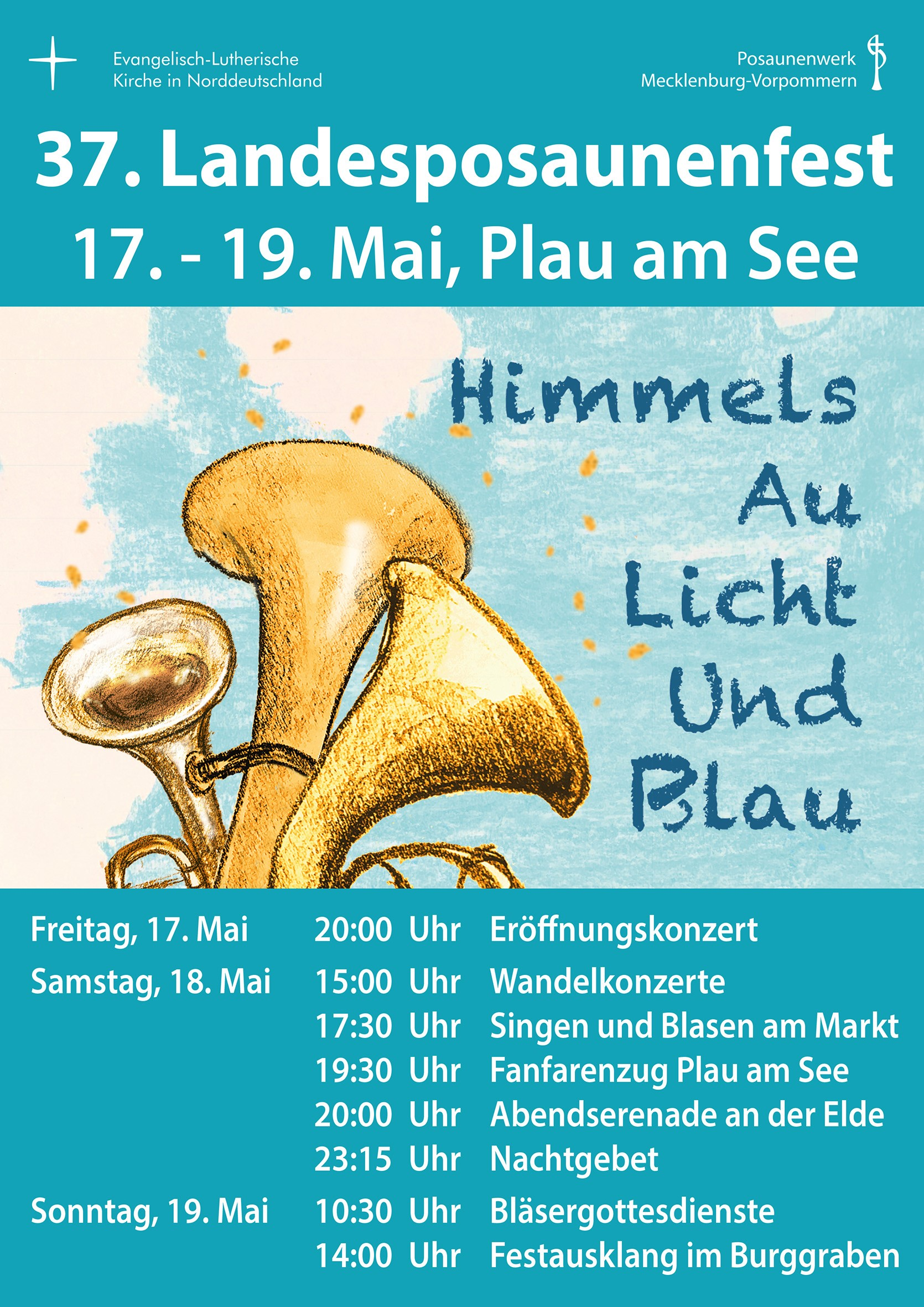
Landesposaunenfest 2019

Als Landesposaunenwart betreut Huss 1.300 Bläser in 109 Posaunenchören der Nordkirche. 2012 wurde in Barkow das zweite Bläserzentrum der Nordkirche eingeweiht. Seine Ehefrau Claudia Huss ist Organistin (seit 2025 in der Kirchengemeinde Plau am See) und engagiert sich im Gemeinderat der Dorfkirche Barkow. Mit ihr veranstaltete er 2017 eine Freizeit für Jungbläser bis 13 Jahre.
Im Mai/Juni 2016 tourte er mit dem Posaunenchor Temperley aus Argentinien und seinem Bläserkreis durch Mecklenburg-Vorpommern, Süddeutschland und die Schweiz. Unter seiner Leitung machte der Mecklenburger Bläserkreis Tourneen nach 
- 2007 Argentinien[6]
- 2009 Sankt Petersburg[7]
- 2011 Argentinien[8]
- 2013 Argentinien und Chile[9]
- 2015 Argentinien[10]
- 2016 Siebenbürgen[11]
- 2017 Rom[12]
- 2017 Argentinien[13]
- 2019 Argentinien[14]

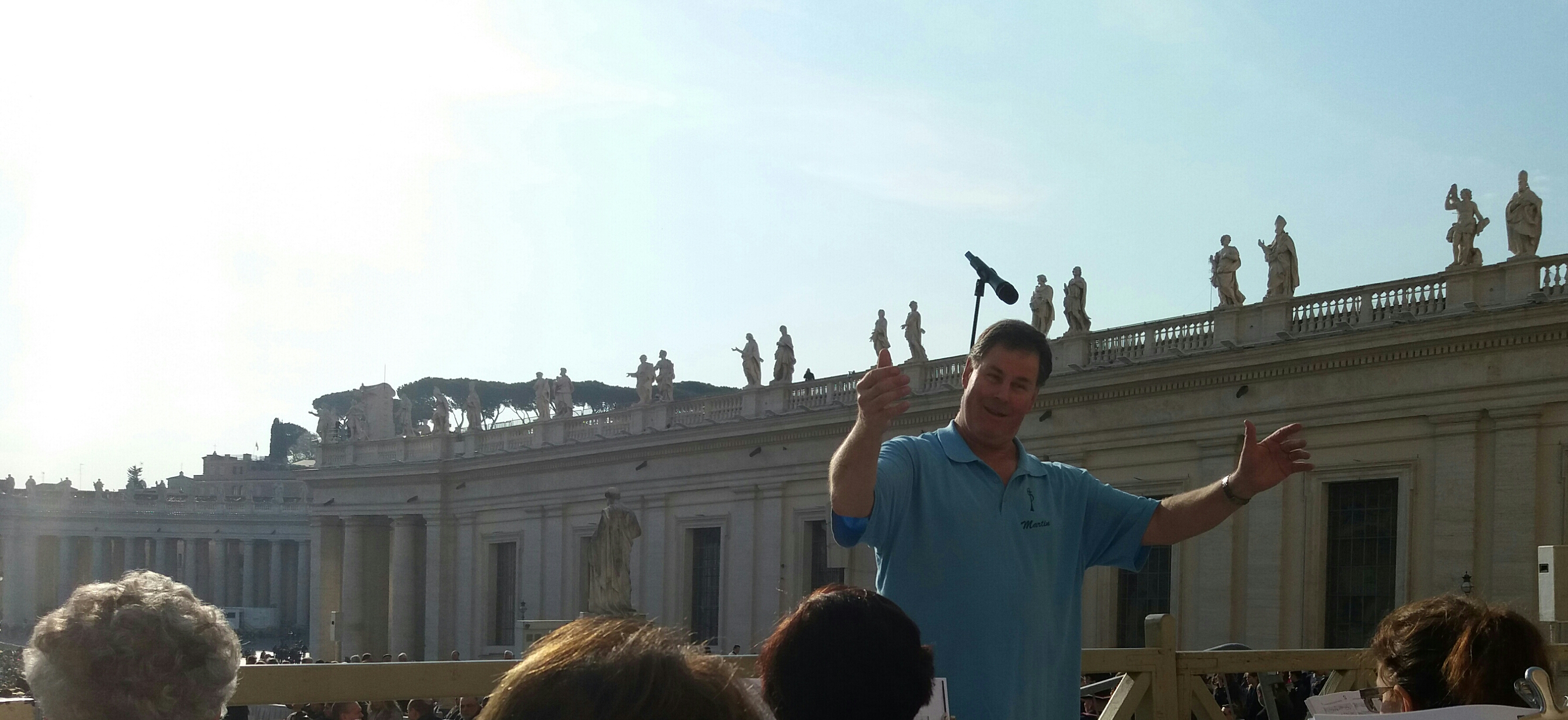
Huss auf dem Petersplatz (2017)

Zum Reformationsjubiläum leitete Huss im April 2017 eine Delegation des Posaunenwerkes Mecklenburg-Vorpommern und überbrachte als ökumenischer Botschafter musikalische Grüße an Papst Franziskus. Am 5. April übernahm Huss mit dem Bläserkreis die musikalische Ausgestaltung der Generalaudienz auf dem Petersplatz. In diesem Rahmen brachte er die Welturaufführung des Papst-Tusches Salutatio ad papam und ließ seinem Landsmann  Bergoglio die Komposition seiner Frau Claudia Huss zukommen. Im Dezember 2021 spielten Bläsergruppen unter Huss in der Justizvollzugsanstalt Bützow und in der Justizvollzugsanstalt Neustrelitz.

## Bach
„Bach ist der Höhepunkt der Musik. Von da an ging es nur noch bergab.“

## Werke
- mit Holger Gehrke: Gott zum Lobe, den Menschen zur Freude. Mecklenburgische Posaunenchöre in Geschichte und Gegenwart. Ein Bildband, im Auftrag des Posaunenwerks der Ev.-Luth. Landeskirche Mecklenburgs. Barkow 2003.
- mit Elisabeth Schwedhelm: Karl Schwedhelm (1891–1981), Landesposaunenwart in Mecklenburg. Posaunenwerk der Ev.-Luth. Landeskirche Mecklenburgs und der Pommerschen Evangelischen Kirche 2011.
- Recuerdos de una infancia Feliz Colegio Alemán der Temperley primaria 1931–1979. Deutsche Schule Temperley – Colegio Alemán de Temperley. Barkow 2020.
- Chronik der Familie Huß 1500–2022. Ein Bildband – Ilonka & Hermann. 2022.

## Herausgeber
- mit Werner Petersen und Daniel Rau: Bläserhefte (Nordelbische Posaunenmission, Posaunenwerk Mecklenburg-Vorpommern, Posaunenwerk der Nordkirche)
  - Norddeutsches Bläserheft. Angeln 2010, Wismar 2011.
  - Norddeutsches Bläserheft 2. Lauenburg 2014, Rügen 2015.
  - Norddeutsches Bläserheft 3. Hamburg 2018.
  - Norddeutsches Bläserheft 4. 2022.
- Posaunenchor Temperley. 50 años. Alabar a Dios a través de la música. 2013
- ¡Ve con Dios! Geh mit Gott! Lateinamerikanische Musik für Posaunenchöre. Edition 2349, Strube Verlag, München 2013.